# ガンギエイ目
ガンギエイ目、雁木鱝目 (学名：Rajiformes) は、軟骨魚綱板鰓亜綱の下位分類群で、エイのグループのひとつ。
Nelson (1994) の分類において、このグループはガンギエイ亜目 (Rajoidei) としてエイ目の下に置かれ、ガンギエイ科 (Rajidae) の3科が設置されている。Nelson (2006) の分類ではサメ・エイ2分説が採用され、エイ目はエイ亜区 (Batoidea) になり、ガンギエイ亜目を含む4亜目はそれぞれ目に格上げされている。

## 分類

### ガンギエイ科

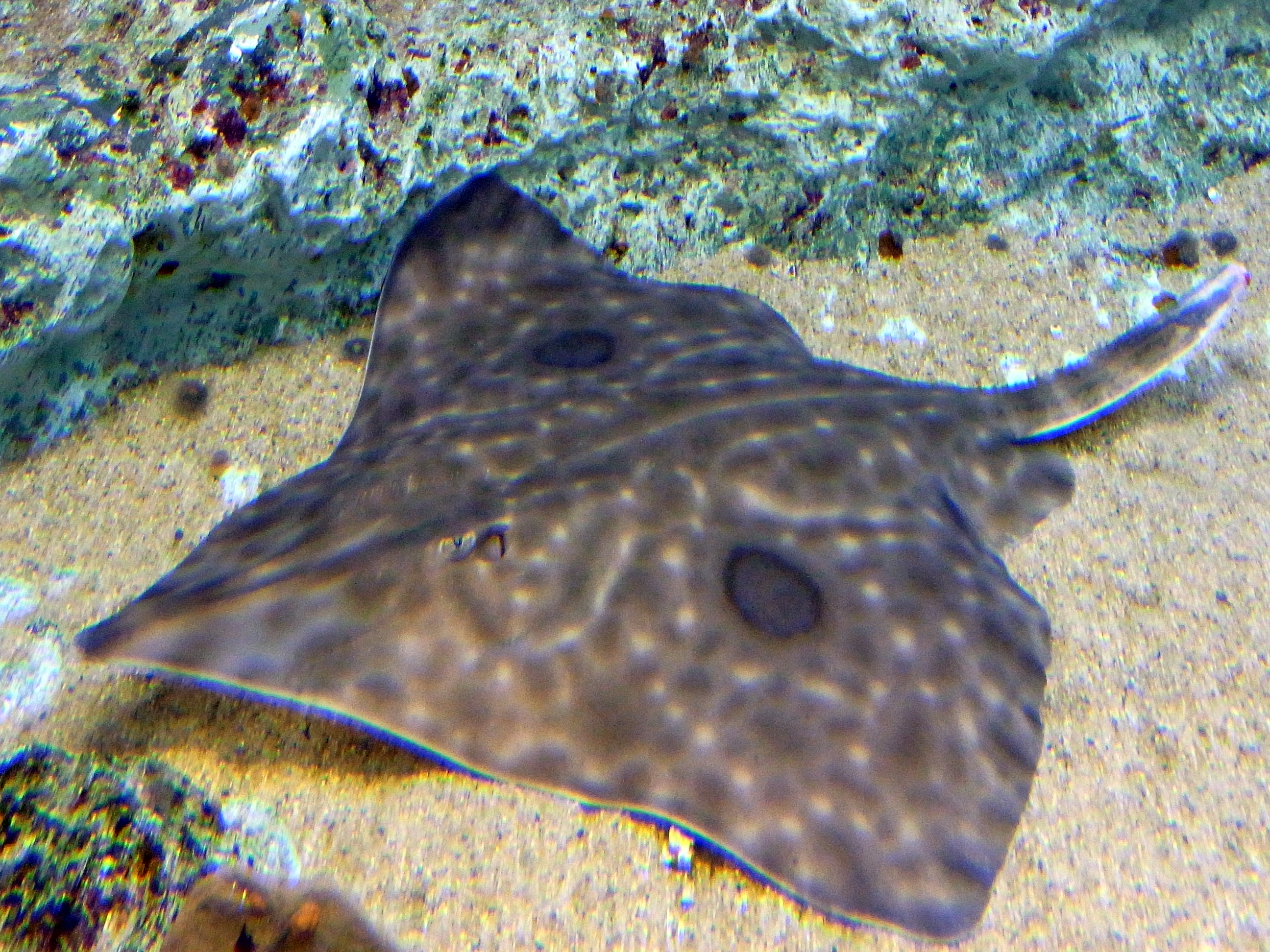
メガネカスベ Beringraja pulchra（ガンギエイ科）。日本の北海道では単にカスベとも呼ばれ、漁業の対象になり食用にする。

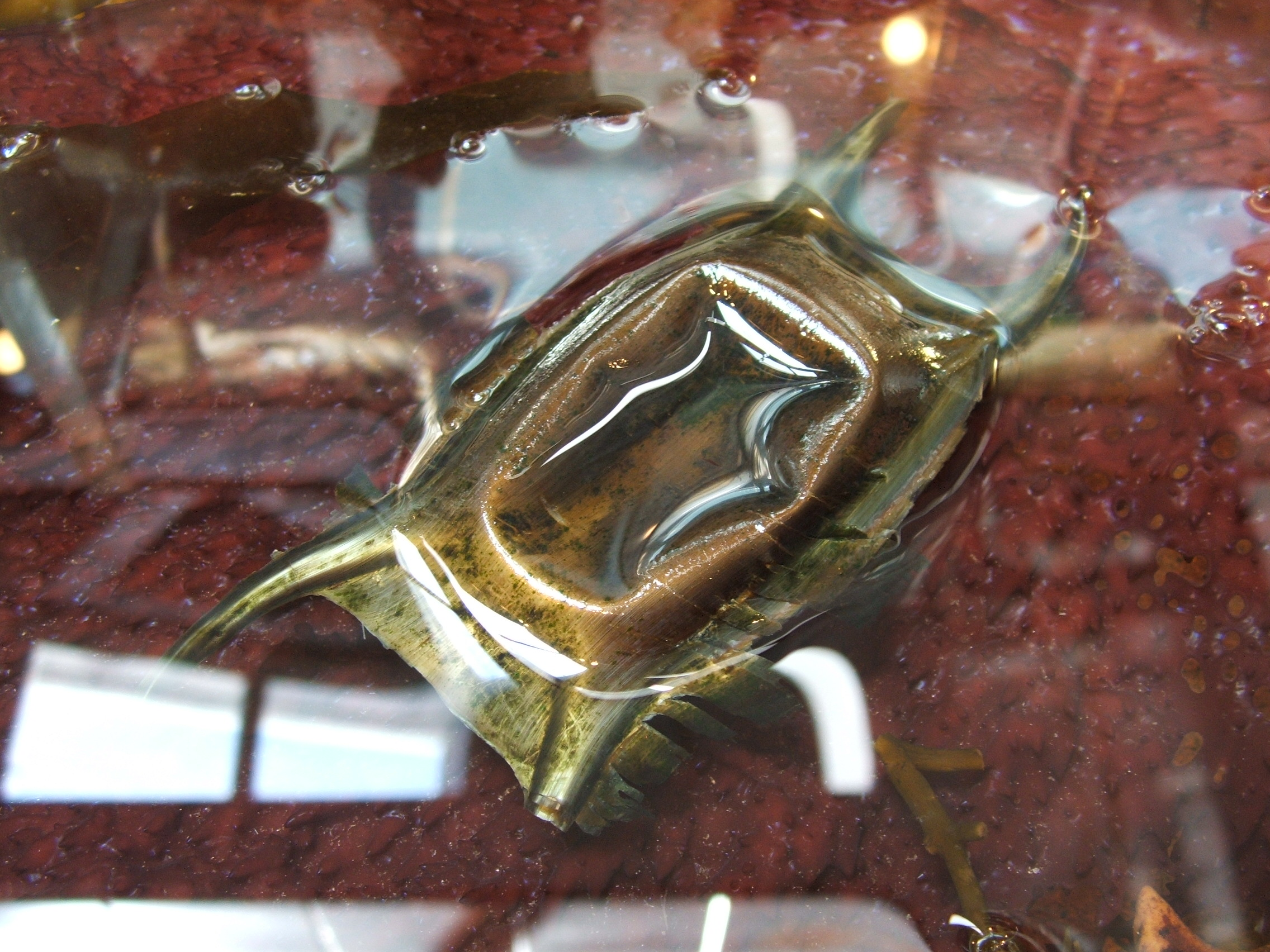
Beringraja binoculata（ガンギエイ科）の卵。卵生であるガンギエイ類は特徴的な形状の卵を産む。

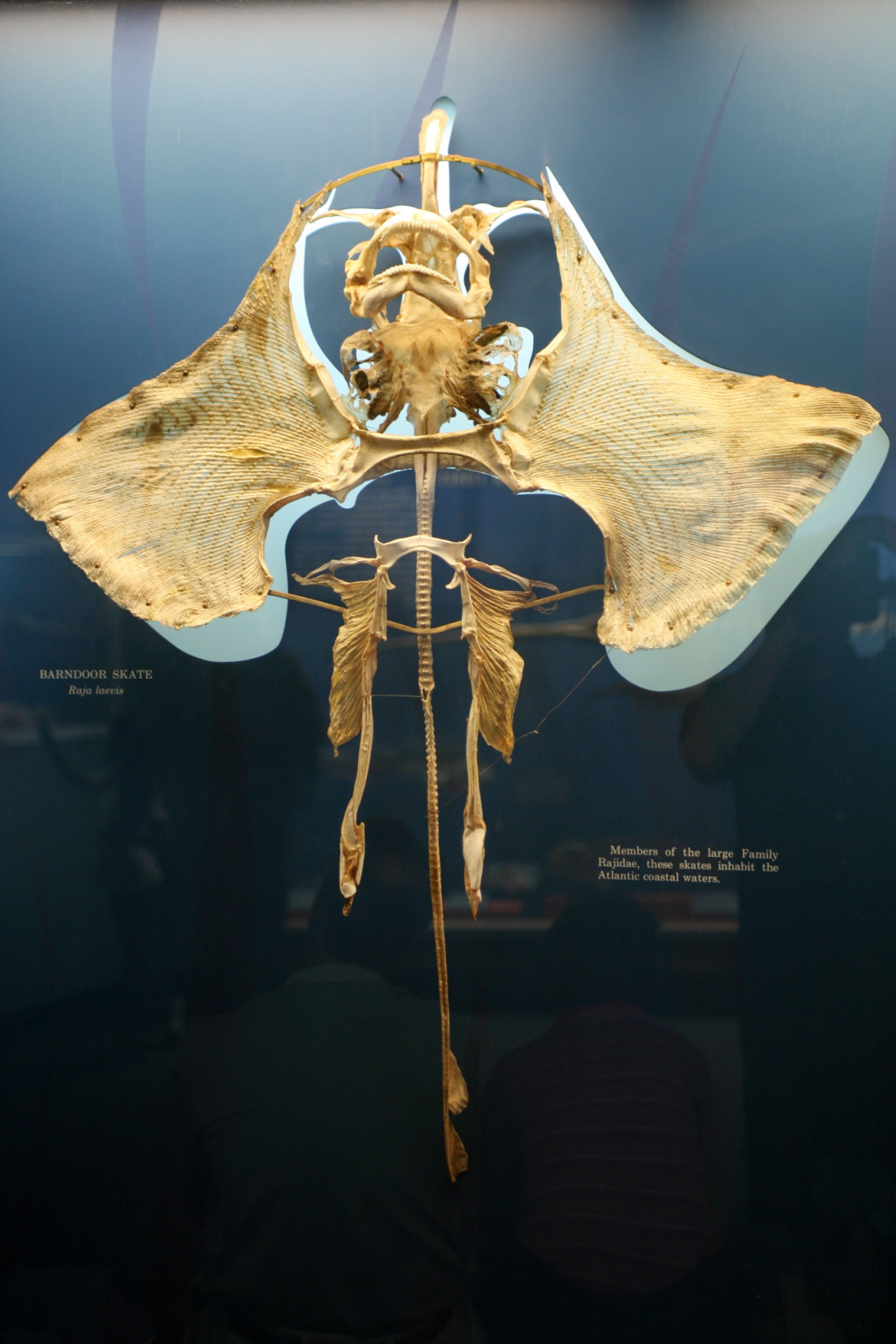
Raja laevis (Dipturus laevis)の骨格

ガンギエイ科 (英: Skate、学名：Rajidae)は、17属162種を含む本目最大のグループ。多くはカスベと呼ばれる。胸鰭は扇のように大きく広がり、体は上下に扁平で底生生活に適した形状となる。尾部は細長く、背鰭、尾鰭は小さいか存在しない場合もある。
- ミツボシカスベ属 Amblyraja (10)
- メガネカスベ属 Beringraja (6)
- Breviraja 属 (6)
- Dactylobatus 属 (2)
- Dentiraja 属 (9)
- ガンギエイ属 Dipturus (40)
- Hongeo 属 (1)
- Leucoraja 属 (15)
- Malacoraja 属 (4)
- Neoraja 属 (5)
- コモンカスベ属 Okamejei (13)
- Orbiraja 属 (3)
- Raja 属 (16)
- Rajella 属 (18)
- Rostroraja 属 (8)
- Spiniraja 属 (1)
- Zearaja 属 (4)

### ホコカスベ科
ホコカスベ科 (英: Smooth skate、学名：Anacanthobatidae)は、5属14種を含むグループ。北西大西洋、南インド洋、西太平洋に分布し、水深200m未満の大陸斜面に生息する底生魚が属する。背面には小歯型突起をもたない。
- Anacanthobatis 属 (1)
- Indobatis 属 (1)
- Schroederobatis 属 (1)
- イトヒキエイ属 Sinobatis (9)
- Springeria 属 (2)

### ヒトツセビレカスベ科
ヒトツセビレカスベ科 (英: softnose skates、学名：Arhynchobatidae)は、13属108種0を含むグループ。北極海や南極海を含む全ての海洋に分布し、浅い沿岸棚から深海にかけて生息する底生魚が属する。吻は柔らかく、極端には尖らない。
- Arhynchobatis 属 (1)
- Atlantoraja 属 (3)
- ソコガンギエイ属 Bathyraja  (55)
- Brochiraja 属 (8)
- Insentiraja 属 (2)
- Irolita 属 (2)
- トビツカエイ属 Notoraja (14)
- Pavoraja 属 (6)
- Psammobatis 属 (8)
- Pseudoraja 属 (1)
- クジカスベ属 Rhinoraja (3)
- Rioraja 属 (1)
- Sympterygia 属 (4)

### オッポカスベ科
オッポカスベ科 (英: Pygmy skates、学名：Gurgesiellidae)は、3属19種を含むグループ。尾鰭が非常に長い種を含む。
- Cruriraja 属 (8)
- Fenestraja 属 (8)
- オッポカスベ属 Gurgesiella  (3)